# Rue Gérard (Paris)
Pour les articles homonymes, voir Rue Gérard.
La rue Gérard est une voie du 13e arrondissement de Paris située dans le quartier de la Maison-Blanche.

## Situation et accès
La rue Gérard est desservie par les lignes 5, 6 et 7 à la station Place d'Italie.

## Origine du nom
Elle porte le nom d'un propriétaire terrien du XIXe siècle.

## Historique
La partie située entre les rues Bobillot et du Moulin-des-Prés est ouverte en 1851. En 1857, elle est prolongée de la rue du Moulin-des-Prés à la rue Jonas.
Par arrêté municipal du 30 août 1978, sa portion orientale, de la rue Bobillot à la rue du Moulin-des-Prés, prend le nom de rue du Père-Guérin.
Elle présente la particularité de se terminer, no 55, sans séparation avec le no 1 de la rue suivante, la rue Samson.

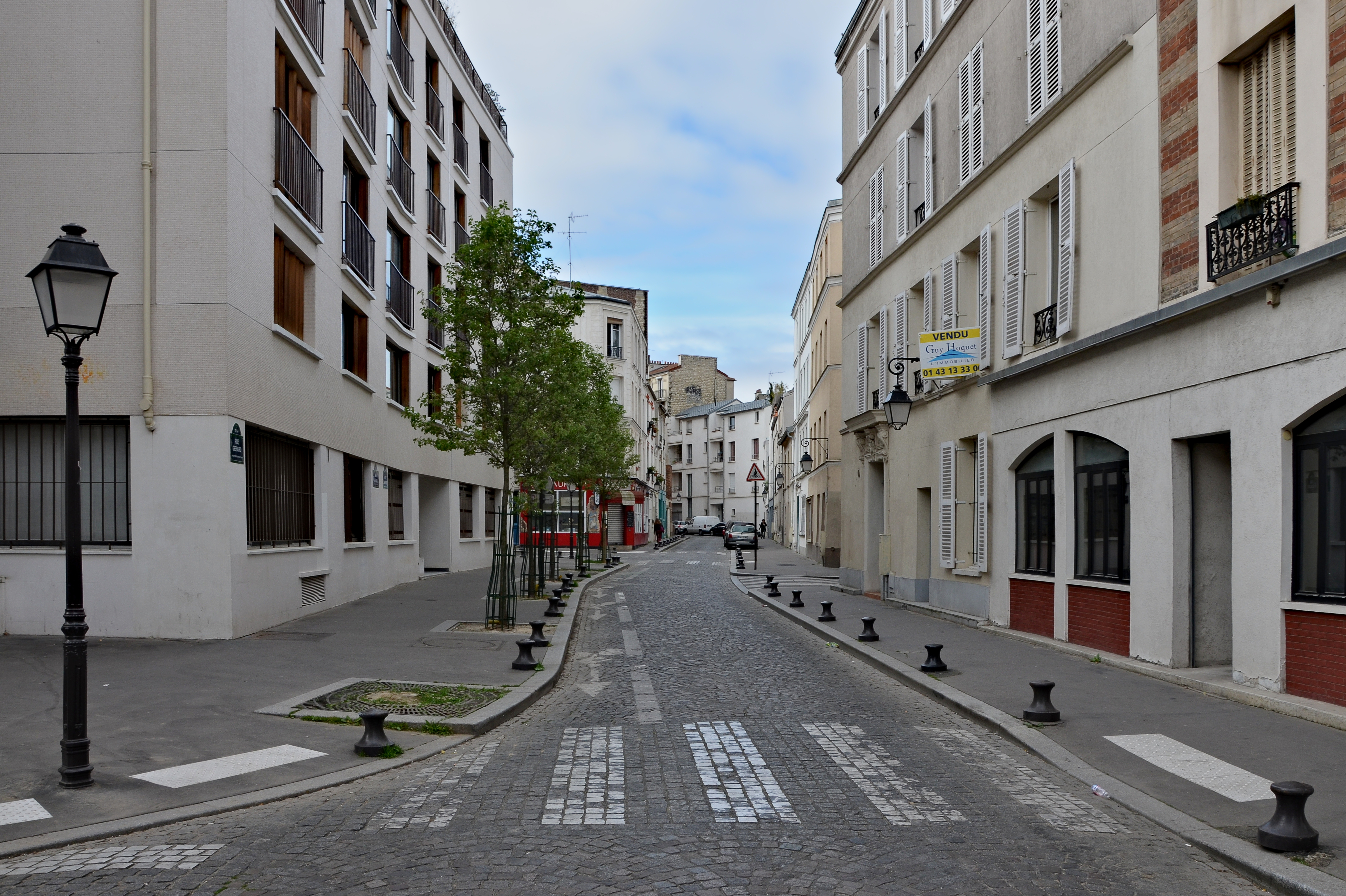
Vue de la rue Gérard et de la rue Samson depuis l'angle de la rue Simonet.
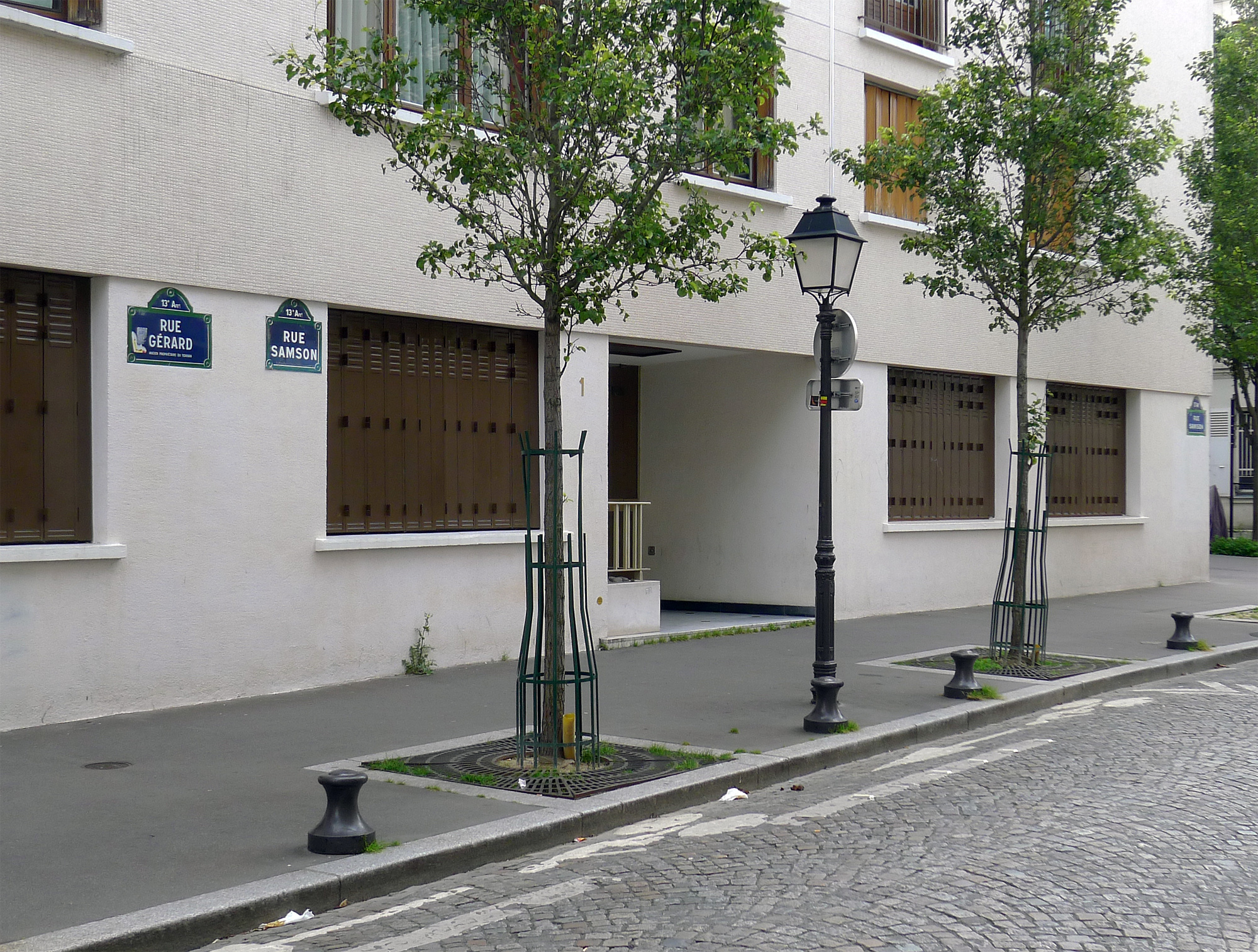
Fin de la rue Gérard et début de la rue Samson.

## Bâtiments remarquables et lieux de mémoire
- Au no 36 de la rue se trouvait autrefois le débouché de l'impasse Levé, aujourd'hui disparue[2].
- No  47: façade décorée.

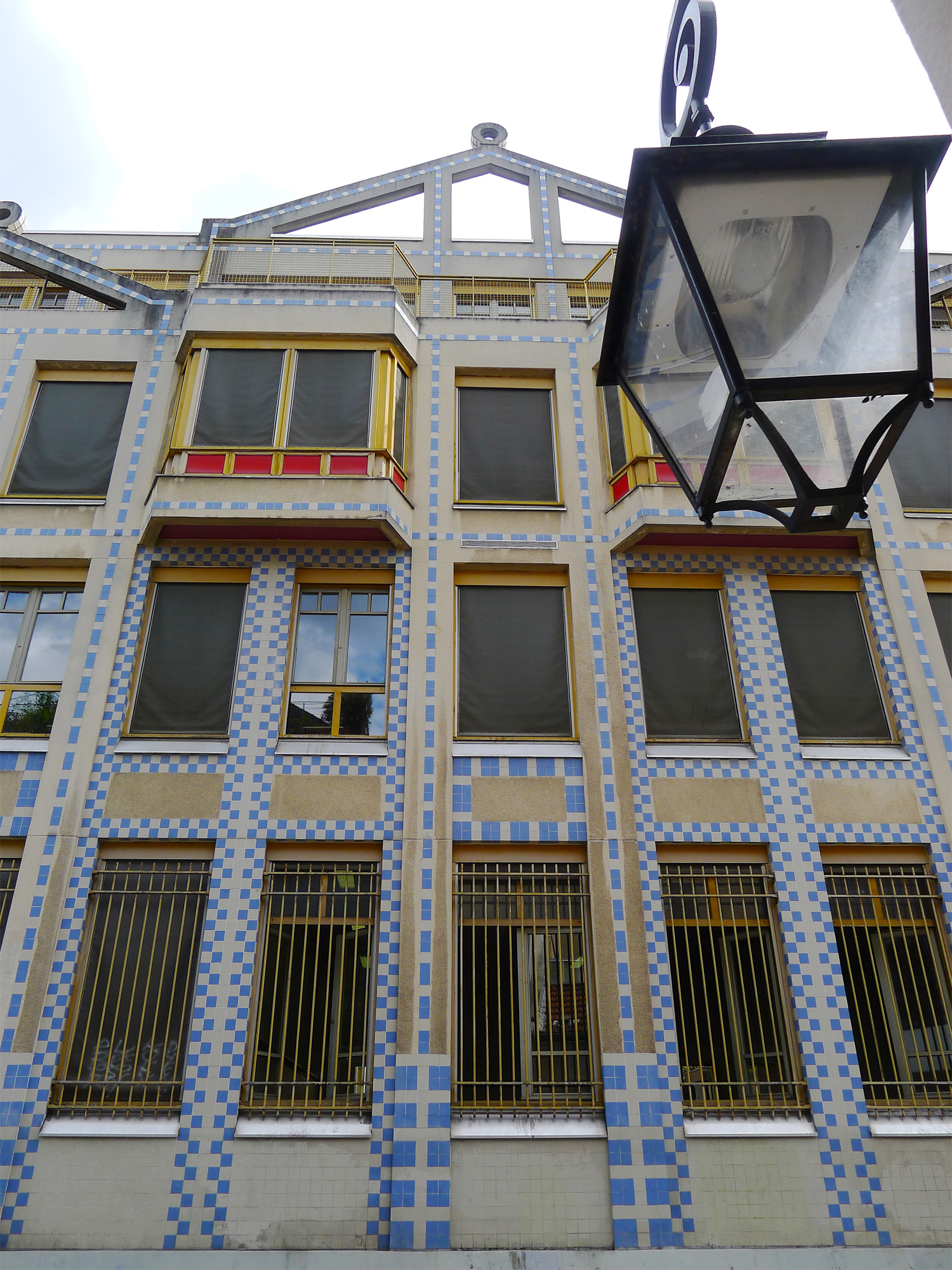
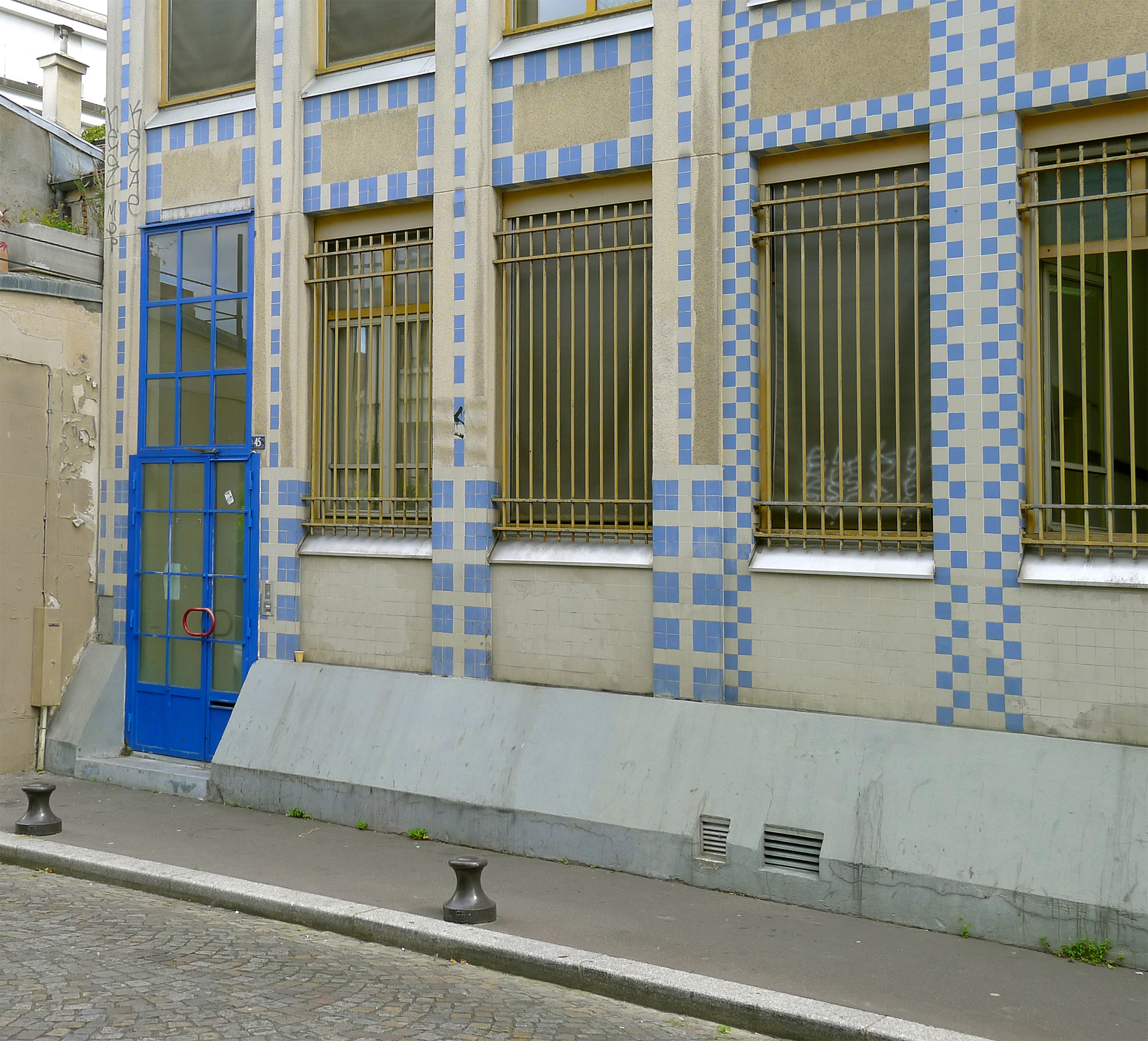

- l'art urbain est très présent dans cette rue.

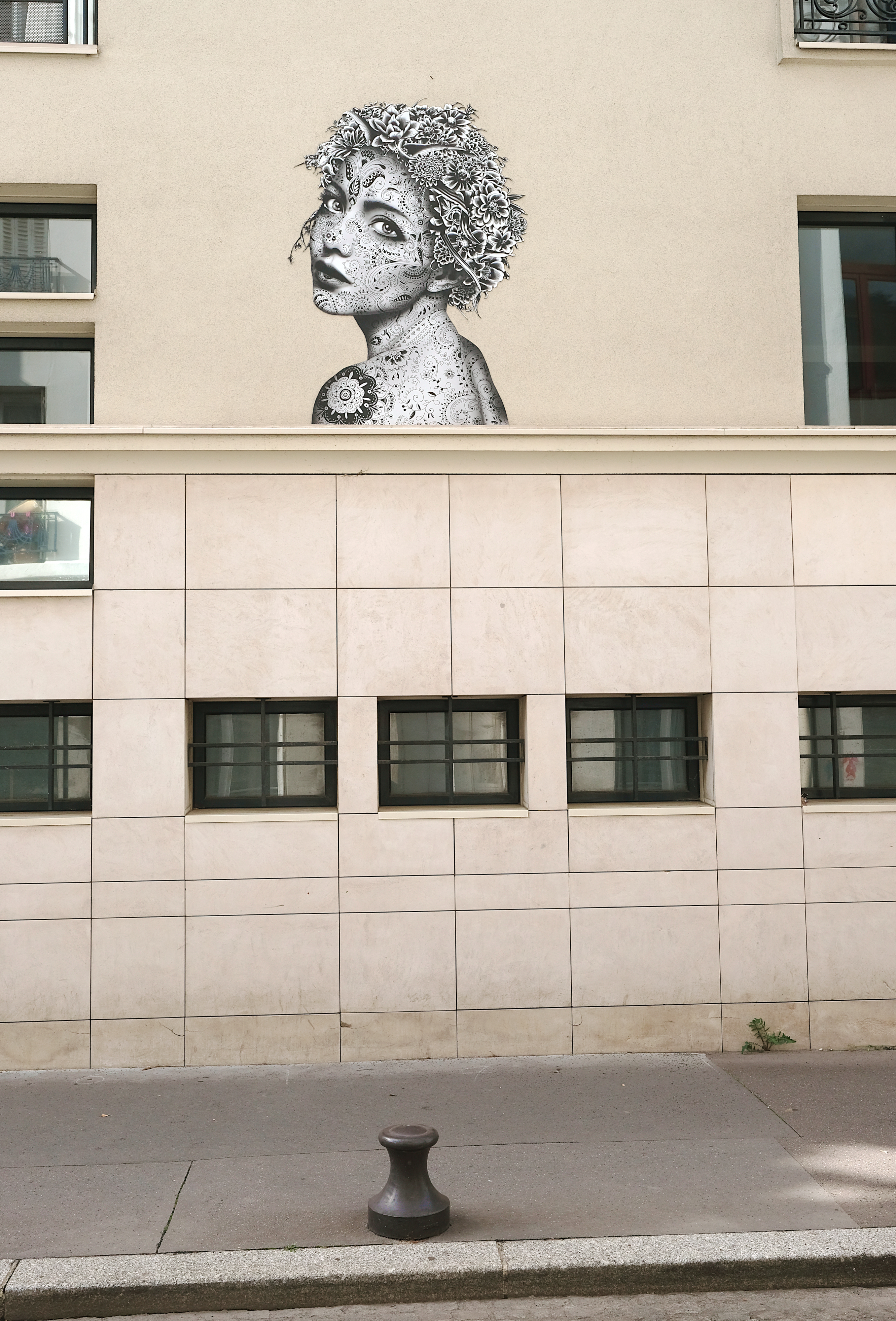